# 佟星
佟星（1951年7月—），男，辽宁沈阳人，中华人民共和国政治人物。广东师范学院政治历史系历史专业毕业。

## 生平
1968年任广东省东莞县塘夏公社横塘大队知青。1973年任湖南省芷江县竹坪公社炉坪大队知青。
1977年任团省委干事、调研组副组长、宣传部副部长。1985年任团省委副书记。
1990年任广东省工商局副局长、党组成员。
1994年任中共东莞市委副书记。1997年任东莞市委副书记、东莞市人民政府代市长、市长。2001年任东莞市委书记、市人大常委会主任。
2006年任广东省人民政府副省长。2011年7月广东省十一届人大常委会第二十七次会议决定免去广东省人民政府副省长职务。